# لوسیا ماریکو
لوسیا ماریکو (ایتالیایی: Lucia Morico؛ زادهٔ ۱۲ دسامبر ۱۹۷۵) جودوکار زن اهل ایتالیا بود.
وی در مسابقات کشوری و بین‌المللی در مجموع برندهٔ ۱ مدال طلا، ۳ مدال نقره، ۲ مدال برنز شده‌است.